# Mannes School of Music
 La Mannes School of Music es un conservatorio de música en la New School. En el otoño de 2015, la Mannes se mudó de su ubicación anterior en el Upper West Side de Manhattan para unirse al resto del campus de la New School en Arnhold Hall en 55 W. 13th Street.

## Misión
Como está escrito en su sitio web: "La Mannes School of Music se dedica a promover el papel creativo de la música en todos los aspectos de una sociedad que cambia rápidamente. La Mannes busca desarrollar artistas ciudadanos que se comprometan con el mundo que los rodea en y a través de la música, en formas tradicionales, nuevas y emergentes de práctica".

## Historia

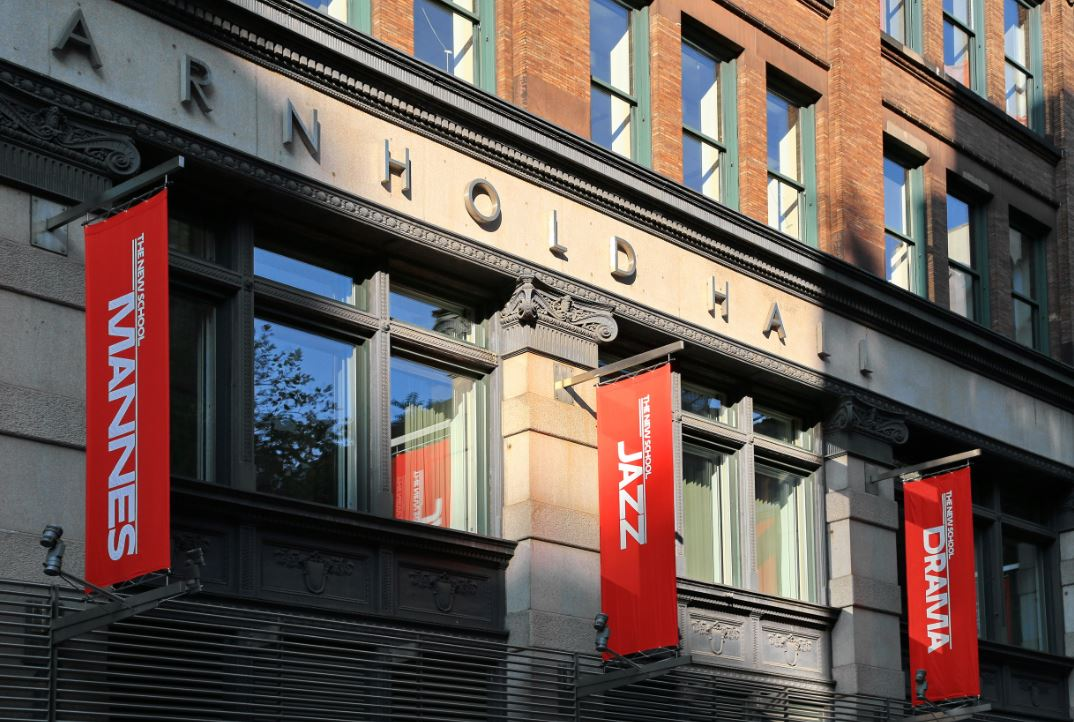
Mannes School of Music (2016)

Originalmente llamada The David Mannes Music School, fue fundada en 1916 por David Mannes, concertino de la New York Symphony Orchestra, y su esposa Clara Damrosch, hermana de Walter Damrosch, entonces director de esa orquesta y Frank Damrosch.  Las familias Damrosch y Mannes fueron quizás las familias musicales más importantes de América en ese momento, con David Mannes emergiendo como uno de los primeros solistas de violín nacidos en Estados Unidos en alcanzar un estatus significativo. David Mannes fue el director de la Third Street Music School Settlement así como el fundador de la Coloured Music Settlement School, todo ello antes de fundar la Mannes School.  
La escuela se albergó originalmente en la calle East 70th Street (más tarde ocupada por la escuela Dalcroze). Después se creó un campus más grande a partir de tres edificios de la calle East 74th Street, en el Upper East Side de Manhattan.  Después de 1938, la escuela fue conocida como la Escuela de Música de Mannes, en reconocimiento al curso más amplio de estudios que amplió la escuela más allá de la escuela de música de la comunidad, incluido el Diploma de Artista de tres años.  Cuando Clara murió en 1948, su hijo Leopold Mannes asumió la presidencia, otorgando a la escuela su fortuna por haber coinventado la película Kodachrome.
En 1953, la escuela comenzó a ofrecer una licenciatura y cambió su nombre a Mannes College of Music. En 1960 se fusionó con la Escuela de Música de Chatham Square. En 1984, la escuela se mudó a locales más grandes en el West 85th Street. En 1989, Mannes se unió a The New School, cuyas cinco escuelas incluyen la Parsons School of Design, el Eugene Lang College y la School of Drama.
En 2005, la administración de la Nueva Escuela cambió el nombre a Mannes College: the New School for Music.  En 2015, la universidad le cambió el nombre a Mannes School of Music y la trasladó al Arnhold Hall en el West Village.  Ahora es parte de la Facultad de Artes Escénicas en The New School, que también incluye la Escuela de Teatro y la Escuela de Jazz y Música Contemporánea. El Colegio de Artes Escénicas, incluyendo Mannes Prep, tiene un total de 1.450 estudiantes. Los estudiantes en cualquiera de las tres escuelas de la Facultad de Artes Escénicas pueden tomar cursos en las tres escuelas (Drama, Jazz, Mannes), sin importar en qué escuela estén matriculados directamente, ampliando las oportunidades para el estudio autodirigido. 

## Programas
Dos divisiones académicas constituyen el conservatorio:
- Universidad  - la columna vertebral académica de la escuela, que otorga títulos y diplomas de pregrado y posgrado.
- Preparatorio - Proporciona formación preuniversitaria para niños y adolescentes.

El programa de Técnicas de la Música es la base para el estudio musical académico en las dos divisiones de Mannes, que abarca el rango de la teoría de la música elemental a la avanzada, las habilidades auditivas y las clases de análisis. 
La teoría musical se enseñó en Mannes desde sus inicios, con David Mannes contratando a importantes figuras como Ernest Bloch y Rosario Scalero para enseñar teoría y composición. En 1931 fue contratado Hans Weisse, uno de los principales alumnos de Heinrich Schenker. Durante los siguientes nueve años, Weisse promovió no solo el estudio del análisis schenkeriano, sino también su incorporación a la vida musical de la escuela, incluida la interpretación y la composición. Debido a su asociación con la escuela, la publicación de Schenker Five Graphic Music Analyzes ( Fünf Urlinie-Tafeln ) fue publicada conjuntamente por su editor habitual, Universal Edition y la David Mannes School en 1932.
En 1940, Weisse murió inesperadamente y fue reemplazado por Felix Salzer. Salzer, también alumno de Schenker, construyó sobre la base de Weisse reorganizando el programa de teoría en el departamento de Técnicas de Música. La filosofía detrás de este movimiento fue y es integrar la musicalidad, la teoría y la interpretación, que se basa en el concepto de Schenker del papel de la teoría en la música tonal. El alumno principal de Salzer, Carl Schachter, así como sus estudiantes, continuaron y fortalecieron el departamento. 
Hoy en día, el programa Mannes está evolucionando y expandiéndose rápidamente tanto en el estudio de la interpretación como en la teoría.  Mannes ha revisado su plan de estudios para incluir la incorporación de clases de tecnología musical, conjuntos de improvisación, enseñanza de arte, periodismo artístico, composición de música de cine, emprendimiento creativo y más, todo ello vinculado a un nuevo compromiso con la música contemporánea que va más allá del enfoque de Schenker.  La Mannes de hoy incluye un número cada vez mayor de programas en asociación con su conservatorio hermano, la School of Jazz.

## Personalidades notables

### Facultad universitaria
- Elizabeth Aaron – ear training, theory
- Edwin Bachmann – violin
- Michael Bacon – film composition
- Carl Bamberger – conducting
- Ernest Bloch – composition
- Howard Brockway – piano
- William Burden - voice
- Amy Burton – voice
- Semyon Bychkov – conducting
- Joseph Colaneri – Director of Opera Program
- Anthony Coleman – improvisation
- Alfred Cortot – piano
- Robert Cuckson – composition, theory, analysis
- Mario Davidovsky – composition
- Jeremy Denk – piano
- Pavlina Dokovska – piano, and chair of the piano department since 1995.
- Elaine Douvas – oboe
- Timothy Eddy – chelo
- George Enescu – interpretation
- Ruth Falcon – voice
- Vladimir Feltsman – piano
- Allen Forte – theory
- Lillian Fuchs – violin, chamber music
- Felix Galimir – violin, chamber music
- Shirley Givens – violin
- Marc Goldberg – bassoon
- Richard Goode – piano
- Arthur Haas – harpsichord
- David Hayes – conducting (present Director of Orchestral and Conducting Studies)
- Leonard Hindell – bassoon
- Anna Jacobs – Art of Engagement
- Tanya Kalmanovitch – Mannes Entrepreneurship Department
- Charles Kaufman – history, theory, President
- Chin Kim – violin
- Yakov Kreizberg – conducting
- William Kroll – violin
- Joel Lester – theory, chamber music
- Arthur Levy – voice
- Lowell Liebermann – composition, director of the Mannes American Composers Ensemble
- Clara Mannes – chamber music
- David Mannes – conducting, violin
- Leopold Mannes – theory
- Bohuslav Martinů – composition
- Missy Mazzoli – composition
- Judith Mendenhall – flute
- Frank Miller – chelo
- Mitch Miller – oboe, English horn
- Paul Moravec – composition
- Philip Myers – horn
- David Nadien – violinist
- Charles Neidich – clarinet
- Paul Neubauer – viola
- Michael Newman – guitar
- Orin O'Brien – double bass
- Vincent Penzarella – trumpet
- Cynthia Phelps – viola
- Erik Ralske – horn
- Nadia Reisenberg – piano
- Todd Reynolds – violin, director, The Mannes iOrchestra
- Lucie Robert – violin
- Beth Roberts – voice
- Jerome Rose – piano
- Jerome Rothenberg - visual art
- Richard Rychtarik – stagecraft
- Felix Salzer – theory
- Rosario Scalero – solfege, theory, composition
- Carl Schachter – theory
- Sol Schoenbach – bassoon
- Caroline Shaw – codirector, The New School Chorus
- Faye-Ellen Silverman – music history
- Weston Sprott – trombone
- Sherry Sylar – oboe
- George Szell – composition, instrumentation, theory
- David Taylor – bass trombone
- Terry Teachout – arts journalism
- Ronald Thomas – chelo, chamber music
- Sally Thomas – violin
- Roman Totenberg – violin
- Rosalyn Tureck – piano
- Ronald Turini - piano
- William Vaccahiano – trumpet
- Vladimir Valjarevic – piano
- Glen Velez – percussion
- Isabelle Vengerova – piano
- Frederic Waldman – opera coach, personal conductor
- Hans Weisse – theory, composition
- Stefan Wolpe – composition
- John Wummer – flute
- Jeffrey Zeigler – chelo, chamber music
- John Zorn – Curator, The Stone Workshops at The New School

### Alumnos
- Yves Abel – conductor
- Edward Aldwell – pianist and theorist
- LaMar Alsop – violin
- Burt Bacharach – composer and pianist
- Robert Bass – conductor
- Jeremy Beck – composer
- Johanna Beyer – composer
- Natasha Brofsky – cellist
- Semyon Bychkov – conductor
- Michel Camilo – pianist and composer
- Myung-whun Chung – conductor and pianist
- Kvitka Cisyk – opera singer, coloratura soprano
- Valerie Coleman – flutist and composer, Imani Winds
- Larry Coryell – guitarist
- Lee Curreri – film and television composer
- Danielle de Niese – lyric soprano
- Bill Evans – pianist and composer
- JoAnn Falletta – conductor
- Richard Goode – pianist
- Sasha Gordon – film composer
- Andre Gremillet – managing director, Melbourne Symphony
- Christopher Guardino – arranger, composer, conductor, keyboardist
- Mary Rodgers Guettel – composer and philanthropist
- Rebekah Harkness – founder of the Harkness Ballet
- Edward Herman, Jr. – trombonist
- Eugene Istomin – pianist
- Marta Casals Istomin – arts administrator
- Jeannette Knoll – opera singer
- Yakov Kreizberg – conductor
- Gail Kubik – composer
- David Lawrence – film and television composer
- Yonghoon Lee – tenor
- Ursula Mamlok – composer
- Douglas McLennan – arts journalist, founder of Artsjournal.com
- Charlie Morrow – composer and sound artist
- David Nadien – violinist
- Hafez Nazeri – composer
- Patricia Neway – operatic soprano and musical theatre actress
- Anthony Newman – keyboardist
- Tim Page – music critic
- Charlemagne Palestine – composer
- Sehwan Park – pianist and composer
- Murray Perahia – pianist
- Maurice Peress – conductor
- Eve Queler – conductor
- Shulamit Ran – composer
- Ray Riccomini – trumpeter
- Kevin Riepl – composer
- Michael Riesman – conductor, composer, keyboardist, Music Director of Philip Glass Ensemble
- Patricia Risley – mezzo soprano
- George Rochberg – composer
- Adam Rogers – jazz guitarist
- Jerome Rose – piano
- Donald Rosenberg – arts journalist
- Julius Rudel – conductor
- Carl Schachter – musicologist and theorist
- Leslie Shank – violin
- Nadine Sierra – soprano
- Lawrence Leighton Smith – conductor
- Lara St. John – violinist
- Leslie Stifelman – pianist, conductor
- Linda Toote – flute
- Jory Vinikour – harpsichordist
- Frederica von Stade – mezzo-soprano
- Susan Wadsworth – arts administrator, founder of Young Concert Artists
- Craig Walsh – composer
- Jennifer Zetlan – soprano